# Psapharochrus hebes
Psapharochrus hebes là một loài bọ cánh cứng trong họ Cerambycidae.